# Kinh tế Argentina
Kinh tế Argentina là nền kinh tế công nghiệp mới tương đối phát triển, GDP tính theo sức mua tương đương là 541.748 tỷ USD, đứng thứ 21 trên thế giới. Thu nhập bình quân đầu người là 20,972 USD. 
Argentina có nguồn tài nguyên thiên nhiên giàu có, dân số có trình độ học vấn cao, các ngành nông nghiệp phát triển theo hướng xuất khẩu còn ngành công nghiệp thì rất đa dạng. Trong lịch sử, nền kinh tế của Argentina đã có bước phát triển không đồng đều. Đầu thế kỷ 20, Argentina là một trong những nước giàu có nhất trên thế giới, nhưng hiện nay, quốc gia này sau nhiều lần vỡ nợ thì chỉ còn là nước có thu nhập trung bình cao. Mặc dù vậy, Argentina vẫn là một trong những nước có nền kinh tế phát triển nhất ở khu vực Mỹ Latinh (tính theo GDP bình quân đầu người và chỉ số phát triển con người). 